# Летен Никулден
Летен Никулден (наричан още Летен св. Никола и Сухи св. Никола, на руски: Никола вешний, Никола летний, Никола с теплом) е православен празник, на който се почита свети Николай Чудотворец. Честването започва от 9 май 1087 г., когато мощите му са откраднати и пренесени в християнския град Бари. В народния календар се празнува от векове сред източните и в по-малка степен южните славяни (вкл. в България, където е известен като „Сухи св. Никола“), както и от молдовците и румънците.

## История
Освен като първообраз на дядо Коледа и честван на Никулден, свети Николай Чудотворец има още един празник – на 9 май. На тази дата Православната църква чества пренасянето на мощите на св. Николаѝ Чудотворец от гр. Мира (Мала Азия) в гр. Бари (Италия). През 1077 г. гр. Мира е завладян от селджукските турци. За да не бъдат поругани светите му мощи, светецът в съновидение разпоредил на един свещеник от гр. Бари да пренесе мощите му в своя град, където живеело компактно гръцко население. Това станало на 9 май 1087 г. През 1139 г. в гр. Бари е построен храм, посветен на св. Никола, където и до днес почиват мощите му.

## Традиции и поверия
Според вярванията, за да не се разгневи светецът и накаже хората с природни бедствия (като градушка), на този ден не трябва да се работи, а жените не трябва да шият.
В някои региони на България празникът се нарича „Сухи св. Никола“ и се прави молебен за дъжд. Предвождани от свещеник, богомолците носят икони и обхождат нивите с песни. Извършва се водосвет на свещени дървета, извори и кладенци. След това се прави курбан в селото.
Един от пролетните празници изпълняван на Летен Никулден е старинният ритуал за дъжд – Пеперуда.
В много области на Русия св. Никола се смята за покровител на конете, като 9 май (по стар стил), е бил наречен „празник на коня“ от православните. На този ден за първи път през нощта се изгонвали конете и по този повод всички конници отслужвали молебен с водосвет, за да може свети Никола да пази стадата от диви животни, а също така да осигури на конете добро потомство и здраве.